# Geroの2h
「A&G ARTIST ZONE Geroの2h」（エーアンドジー アーティストゾーン ゲロのにえっち）は、2013年4月2日から2015年3月31日まで文化放送超!A&G+で放送されていた生放送番組。パーソナリティはGero、アシスタントは西山宏太朗。

## 番組概要

### パーソナリティ
- Gero

### アシスタント
- 西山宏太朗

### 放送時間
2013年4月2日 - 2015年3月31日
火曜日 19:00 - 21:00（リピート放送：水曜日13:00 - 15：00）

### 公開放送
2014年3月23日
AnimeJapan 2014 NBCユニバーサル・エンターテイメントジャパンブース

## コーナー
聞いてよ!Geroりん!
Geroに聞いてほしい話（主に悩み相談）を募集し、Gero一人で解決していくコーナー。また、電話での相談も可能。
教えて!ちゃんげろセンターマン
リスナーが抱えてる悩みをズバっと解決して白黒ハッキリつけるコーナー。
ランキングを作ってみた
リスナーから送られた毎回のお題に沿ったエピソードを、ランキング好きのGeroが順位をつけていくコーナー。
oneミニッツバトル一本勝負
Geroと西山宏太朗が様々なテーマを制限時間1分でバトルするコーナー。
Gero ～心の歌～
Geroが生歌で歌を歌うコーナー。リクエストの場合もある。
BL属性診断
お題のキャラクター（道具）をもしBLにしたらどんな属性になるかを話していくコーナー。
Geroゼミ
Geroと西山宏太朗のそれぞれのおすすめのものを紹介するコーナー。
FM Gero

## 単発出演者

### 代理パーソナリティ
- 第18回（2013年07月30日） - 黒崎真音[2]
- 第63回（2014年06月10日） - 黒崎真音

### ゲスト
- 第10回（2013年06月04日） - Ray
- 第22回（2013年08月27日） - 織田かおり
- 第31回（2013年10月29日） - Ray
- 第34回（2013年11月19日） - 久保田未夢
- 第35回（2013年11月26日） - 織田かおり
- 第39回（2013年12月24日） - 黒崎真音
- 第43回（2014年01月21日） - 小松未可子
- 第53回（2014年04月01日） - 遠藤正明
- 第62回（2014年06月03日） - Ray

### 電話ゲスト
- 第43回（2014年01月21日） - 織田かおり
- 第48回（2014年02月25日） - DECO*27